# Chris le Roy
Christiaan (Chris) le Roy (Deventer, 21 maart 1884 – Nijmegen, 13 mei 1969) was een Nederlands schilder en lithograaf..

## Leven en werk
Chris le Roy was een zoon van dr. Jacobus Johannes le Roy (1846-1931) en Willemijntje le Roy. Zijn vader was leraar en later directeur van de RHBS in Deventer. Le Roy kreeg zijn kunstzinnige vorming aan de HBS van Bartus Korteling en Alexander Liernur. Hij werd vervolgens opgeleid aan de Koninklijke Militaire Academie in Breda en had aanvankelijk een militaire loopbaan. Tijdens zijn tijd als korpscommandant (rond 1919) in Leiden kreeg hij aanwijzingen van de schilder Floris Verster. In 1924 werd Le Roy vanwege reuma afgekeurd als beroepsmilitair. Hij wijdde zich daarna aan het tekenen en schilderen, met als hoofdmotief de natuur. In 1926 vestigde hij zich in Nijmegen. Hij werd later benoemd tot leraar aan de christelijke kweekschool in Zetten en was mede-oprichter van de volksuniversiteit in Doetinchem. 
Le Roy schilderde, tekende, aquarelleerde en lithografeerde in een naturalistisch-impressionistische stijl landschappen, figuren en interieurs. Hij ontwierp ook een aantal glas-in-loodramen. Le Roy kreeg landelijke bekendheid met zijn tekeningen en litho's van bloemen, planten en dieren voor de biografische kalenders die vanaf 1924 werden uitgegeven. Hij was lid van Sint Lucas, Arti et Amicitiae en de Pulchri Studio en exposeerde meerdere malen.
Le Roy overleed in 1969, op 85-jarige leeftijd.

## Werk in openbare collecties (selectie)
- Museum De Waag
- Rijksmuseum Amsterdam
- Stadsmuseum Doetinchem
- Van Abbemuseum